# Cucina cilena
La cucina cilena nasce dalla commistione della cucina dei mapuche del Cile, con quella spagnola. A causa della sua vasta estensione territoriale e i vari climi che lo caratterizzano, il Cile vanta una gastronomia molto variegata a base di prodotti agricoli. Inoltre, a causa del lunghissimo tratto di costa del Cile che si affaccia sul Pacifico, gli storici contatti che il Paese ha avuto con le vicine isole, e la presenza di un'acqua carica di ossigeno trasportata da la corrente di Humboldt, che ha permesso il diffondersi di numerose specie di pesci, molluschi, crostacei e alghe, sono fattori che hanno contribuito a rendere il pesce un elemento imprescindibile della cucina del Cile. Il Cile è uno dei massimi produttori mondiali di vino, e proprio per questo molte ricette cilene sono preparate utilizzando vini locali.

## Piatti principali
- Empanada[4]
- Pebre[4]
- Pastel de Choclo[4]
- Caldo de pata[4]
- Ajiaco[4]
- Sopaipilla[4]
- Asado[4]
- Prieta[4]
- Chupe[4]
- Dulce de leche
- Pan de Pascua
- Motemei[5]